# Izland az 1992. évi téli olimpiai játékokon
Izland a franciaországi Albertville-ben megrendezett 1992. évi téli olimpiai játékok egyik részt vevő nemzete volt. Az országot az olimpián 2 sportágban 5 sportoló képviselte, akik érmet nem szereztek.

## Alpesisí
Férfi
| Versenyző             | Versenyszám            | 1. futam      | 1. futam      | 2. futam | 2. futam | Összesítés | Összesítés |
| Versenyző             | Versenyszám            | Idő           | Hely.         | Idő      | Hely.    | Idő        | Helyezés   |
| --------------------- | ---------------------- | ------------- | ------------- | -------- | -------- | ---------- | ---------- |
| Kristinn Björnsson    | Műlesiklás             | nem ért célba | nem ért célba | kiesett  | kiesett  | kiesett    | kiesett    |
| Kristinn Björnsson    | Óriás-műlesiklás       | nem ért célba | nem ért célba | kiesett  | kiesett  | kiesett    | kiesett    |
| Kristinn Björnsson    | Szuperóriás-műlesiklás |               |               |          |          | 1:17,89    | 43.        |
| Örnólfur Valdimarsson | Műlesiklás             | 58,12         | 42.           | 58,36    | 35.      | 1:56,48    | 35.        |
| Örnólfur Valdimarsson | Óriás-műlesiklás       | 1:13,88       | 54.           | 1:11,14  | 44.      | 2:25,02    | 44.        |
| Örnólfur Valdimarsson | Szuperóriás-műlesiklás |               |               |          |          | 1:20,64    | 51.        |

Női
| Versenyző           | Versenyszám      | 1. futam | 1. futam | 2. futam | 2. futam | Összesítés | Összesítés |
| Versenyző           | Versenyszám      | Idő      | Hely.    | Idő      | Hely.    | Idő        | Helyezés   |
| ------------------- | ---------------- | -------- | -------- | -------- | -------- | ---------- | ---------- |
| Ásta Halldórsdóttir | Műlesiklás       | 53,56    | 33.      | 49,18    | 27.      | 1:42,74    | 27.        |
| Ásta Halldórsdóttir | Óriás-műlesiklás | 1:14,55  | 38.      | 1:15,48  | 30.      | 2:30,03    | 30.        |

## Sífutás
Férfi
| Versenyző             | Versenyszám         | Eredmény      | Helyezés      |
| --------------------- | ------------------- | ------------- | ------------- |
| Haukur Eiríksson      | 10 km               | 34:52,6       | 81.           |
| Haukur Eiríksson      | 15 km üldözőverseny | 53:40,3       | 80.           |
| Haukur Eiríksson      | 30 km               | nem ért célba | nem ért célba |
| Rögnvaldur Ingþórsson | 10 km               | 32:04,6       | 59.           |
| Rögnvaldur Ingþórsson | 15 km üldözőverseny | 47:48,8       | 66.           |
| Rögnvaldur Ingþórsson | 30 km               | 1:39:23,9     | 69.           |
| Rögnvaldur Ingþórsson | 50 km               | 2:25:16,9     | 54.           |